# Bugzy Malone
Bugzy Malone, pseudonimo di Aaron Daniel Davies (Manchester, 20 dicembre 1990), è un rapper britannico.

## Biografia
Bugzy Malone ha ottenuto i suoi primi ingressi nella Official Albums Chart con gli EP Walk with Me (2015), Facing Time (2016) e King of the North (2017), tutti e tre entrati nella top ten della classifica; gli ultimi due sono stati certificati rispettivamente argento e oro dalla British Phonographic Industry.
L'album in studio d'esordio B. Inspired (2018), posizionatosi al 6º posto della graduatoria LP, è oro e ha prodotto Run, una collaborazione con Rag'n'Bone Man certificata argento. I dischi successivi The Resurrection (2021) e The Great British Dream (2024) si sono fermati rispettivamente al 7º e 13º posto della classifica britannica.

## Discografia

### Album in studio
- 2018 – B. Inspired
- 2021 – The Resurrection
- 2024 – The Great British Dream

### EP
- 2015 – Walk with Me
- 2016 – Facing Time
- 2017 – King of the North

### Singoli
- 2015 – Relegation Riddim
- 2016 – Bronson
- 2016 – Mad
- 2017 – Aggy Wid It
- 2018 – And What
- 2018 – Clash of the Titans
- 2019 – M.E.N II
- 2019 – Kilos (feat. Aitch)
- 2019 – The North's Face
- 2019 – December
- 2020 – Cause a Commotion (feat. Skip Marley)
- 2020 – Boxes of Bush
- 2020 – Daily Duppy
- 2020 – M.E.N III
- 2020 – Doe'd Up
- 2020 – Don't Cry (feat. Dermot Kennedy)
- 2020 – Cold Nights in the 61
- 2021 – Notorious (con Chip)
- 2021 – Welcome to the Hood (feat. Emeli Sandé)
- 2021 – Salvador
- 2021 – Skeletons
- 2021 – Ride Out
- 2021 – War Mode
- 2022 – Energy (con Mist)
- 2022 – Out of Nowhere (con TeeDee)
- 2023 – All of Me (Do for Love) (con Blinkie e Star.One)
- 2023 – Easy (con KSI e R3hab)
- 2023 – One Direction (con ArrDee)
- 2023 – Mrs Lonely
- 2023 – Lean
- 2023 – Big Steppin
- 2024 – Ghetto Wisdom
- 2024 – Ladies
- 2024 – Daily Duppy (feat. GRM Daily)